# غوستافو كريستالدو
غوستافو كريستالدو (بالإسبانية: Gustavo Cristaldo)‏ (31 مايو 1989 في باراغواي - ) هو مدرب كرة قدم ولاعب كرة قدم باراغواياني في مركز الوسط. شارك مع منتخب الباراغواي تحت 20 سنة لكرة القدم ومنتخب باراغواي لكرة القدم. أما مع النوادي، فقد لعب مع سبورتيفو لوكوينو ونادي ليبرتاد وناسيونال أسونسيون وروبيو نيو ‏ ونادي سول دي أميريكا ونادي كوبريلوا وأونيفرسيداد دي كونسيبسيون ‏.

## وصلات خارجية
- غوستافو كريستالدو على موقع الاتحاد الدولي (مؤرشف)  (الإنجليزية)
- غوستافو كريستالدو على موقع قاعدة بيانات كرة القدم.إي يو (الإنجليزية)
- غوستافو كريستالدو على موقع ناشيونال فوتبول تيمز (الإنجليزية)
- غوستافو كريستالدو على موقع Soccerway.com (الإنجليزية)
- غوستافو كريستالدو على موقع AS.com (الإسبانية)